# Флорида
Вижте пояснителната страница за други значения на Флорида.
Фло̀рида (на английски: Florida) е щат в САЩ със столица Талахаси. Флорида е с население от 20 984 400 жители (оценка, 2017). Флорида е с обща площ от 170 305 km², от които 139 544 km² суша и 30 761 km² (18,1%) вода.

## История
До откриването на Флорида от европейците полуостровът е бил населен предимно от индианските племена семиноли.
През 1513 г., в търсене на „Бимини“ – страната на вечната младост според средновековните легенди, испанският конкистадор Хуан Понсе де Леон открива източния бряг на Флорида и обявява района за владение на испанската корона. Нарича го la tierra florida („цветуща земя“). Първият град, основан на територията на щата, е Сент Августин (днешен окръг Сейнт Джонс) през 1564 г.
През XVII-XVIII в. Флорида е сцена на кървави битки между испанци, французи и англичани. На 10 февруари 1763 г. Великобритания, Франция и Испания сключват Парижкия мирен договор. Великобритания получава Флорида в замяна на Хавана. След Американската война за независимост Испания отново си връща полуострова. През 1819 г. тя продава тази блатиста територия на Съединените щати за 5 млн. долара и отхвърляне на всички претенции към Тексас.
На територията на щата се разиграват две Семинолски войни (американци срещу индианци) от 1832 до 1845 г.
На 3 март 1845 г. Флорида става 27-ия щат на САЩ. Населението нараства много бавно. Белите колонисти продължават да нахлуват в земите, използвани от семинолите, и американското правителство е твърдо решено да направи усилия за преместването на останалото семинолско население на Запад. Така възниква Третата семинолска война (1855 – 1858) и завършва с изселването на индианците.
По време на Американската гражданска война, Флорида застава на страната на Конфедерацията (Южните щати), които впоследствие са победени, и обработваните от роби големи плантации престават да съществуват. През 1929 г., когато фондовата борса се срива, Голямата депресия донася период на застой. В средата на ХХ век Флорида е най-слабо известна от южните щати.
В края на ХХ и началото на XXI век все повече туристи започват да проявяват интерес към „окъпания в слънце щат“. Сега 40 млн. души годишно посещават Флорида, а много американци се установяват тук след пенсионирането си. Щатът е много популярен сред имигрантите от Латинска Америка и най-вече Куба. Това обяснява необичайно високото равнище на демографския прираст във Флорида.

## География
По-голямата част от Флорида е разположена на едноименния полуостров между Мексиканският залив, Атлантическия океан и протока Флорида. Продължава на северозапад по тясна и дълга ивица земя издадена в залива. На север граничи с щатите Алабама и Джорджия. Наблизо са няколко Карибски страни особено Бахамските острови и Куба. Обширната брегова линия на Флорида я прави упорита цел през Втората световна война. Правителството опасва от край до край щата със самолетни писти. Днес приблизително 400 от тях не работят. В щата има 131 публични летища и повече от 700 частни летища, писти, хеликоптерни площадки и вонноморски бази.
Флорида е един от най-големите щати на изток от р. Мисисипи и единствено Аляска и Мичиган са по големи от нея по акватория.
Полуостров Флорида е шуплесто плато от карстови варовици. Продължителна система от подводни пещери, карстови дупки и извори от край до край на щата снабдяват жителите с вода. Окарстените варовици и песъчливи почви се утаяват след милиони години покачване и понижаване на морското равнище. През последната ледникова епоха (12000 г. пр. Хр.) пониженото морско ниво и сухият климат разкриват един широк полуостров, до голяма степен пустиня.
Евърглейдс представлява огромна много бавно придвижваща се заблатена територия в южния край на полуострова. Поради това, че Флорида не се намира на тектонска плоча, вероятността от земетресения е много малка, но в никакъв случай невъзможна. През януари 1879 г. става земетресение близо до Сейнт Августин, Флорида. Няма данни за силни земетресения. Силно такова е било през 1886 г. с епицентър Чарлстън, Южна Каролина. Сеизмичните вълни достигнали Северна Флорида и камбанарията на Сейнт Августин забила. През 2006 г. земетресение с магнитуд 6.0, на 420 km югоизточно от Тампа, разтърсва Мексиканския залив.
Най-високата точка на Флорида е Бритън Хил – 105 m, в северната част на щата. Това е най-ниската точка от всички щати. Повечето от окръзите южно от Орландо са равни; на някои места достигат 15 – 30 m над морското равнище. В централна и Северна Флорида, на 40 km от бреговата ивица, има хълмист, вълнообразен релеф. Надморската височина там достига 30 – 76 m. Най-високата точка на полуостров Флорида е Шугърлоуф Маунтайн – 95 m н.в., в окръг Лейк Каунти. Поради предимно равнинния си характер, Флорида е едно от местата в света, най-застрашени от глобалното затопляне.
Най-голямото в щата и второто по големина сладководно езеро в континентална Америка е Окечоби в централната част на полуострова. Някога Флорида е била блатиста равнина, обрасла с много манго и обитавана от алигатори. Национални паркове: Евърглейдс, Бискейн, Драй Тортугас.

## Климат
Климатът в северната част на щата е субтропичен, а на юг – тропичен. Най-високата измерена температура е 43 °С (през 1931 г.), най-ниската е –19 °С (през 1899 г.) в близост до Талахаси. Средната температура е около 32 °С. Понякога щатът е връхлитан от торнадо, но най-опасно природно бедствие са ураганите. Те носят щети за милиарди долари, убиват хора, отнасят и трошат къщи. От 1855 до 2006 г. през Флорида са преминали 114 урагана, 37 от тях са били от категория 3 и по-висока. Съвременните методи на строителство и точното предсказване на времето са помогнали да се намали количеството на разрушенията, причинявани от ураганите. Най-силните урагани са „Labor Day“ (1935), Камила (1969), Катрина (2005), Ендрю (1986), Индианола (1886), Густав (2008), Уилма, Ирма, Дона.

## Население
Флорида е четвъртият по население щат в САЩ. През 2007 г. той има 18 251 000 жители. Флорида е третият щат с най-висок демографски прираст.
Етнически състав:
76,1% бели американци
15,4% афроамериканци
0,3% американски индианци
2,2% азиатци
0,1% хавайци
4,3% други
20,1% кубинци, карибци и др.
Езици: официален е английският (76,9%), говори се също и испански (16,4%). Останалите 6,7% говорят други езици.
Религия: преобладават протестантите (40%), римокатолици са 26%, баптисти – 9%, методисти – 6%, пентекостал – 3%, мюсюлмани – 1%, други религии – 2%, атеисти – 16%.

## Градове
- Вийро Бийч
- Гейнсвил
- Дайтона Бийч
- Дестин
- Джаксънвил
- Западен Палм Бийч
- Инвърнес
- Клиъруотър
- Маями
- Маями Бийч
- Мирамар
- Нейпълс
- Ню Смирна Бийч
- Орландо
- Палм Бей
- Сарасота
- Сейнт Питърсбърг
- Талахаси
- Тампа
- Форт Лодърдейл
- Холивуд

## Окръзи
Флорида се състои от 67 окръга:
1. Алачуа
2. Бей
3. Бейкър
4. Брадфорд
5. Брауърд
6. Бръвард
7. Вашингтон
8. Волуша
9. Гадсдън
10. Гилкрайст
11. Глейдс
12. Гълф
13. ДеСото
14. Джаксън
15. Джеферсън
16. Дикси
17. Дювал
18. Ескамбия
19. Индиън Ривър
20. Калхун
21. Клей
22. Колиър
23. Колумбия
24. Лафайет
25. Леви
26. Лейк
27. Либърти
28. Лий
29. Лион
30. Манъти
31. Мариън
32. Мартин
33. Маями-Дейд
34. Мадисън
35. Монро
36. Насо
37. Окалуса
38. Ориндж
39. Окичоби
40. Оцеола
41. Палм Бийч
42. Паско
43. Пинелас
44. Полк
45. Путнам
46. Санта Роза
47. Сарасота
48. Сейнт Джонс
49. Сейнт Луси
50. Семинол
51. Ситръс
52. Суани
53. Съмтър
54. Тейлър
55. Уакула
56. Уолтън
57. Флаглър
58. Франклин
59. Хамилтън
60. Хайлендс
61. Хардий
62. Хендри
63. Хернандо
64. Хилсбъроу
65. Холмс
66. Шарлът
67. Юниън

### Население през годините
- 1830 – 34 730
- 1840 – 54 477
- 1850 – 87 445
- 1860 – 140 424
- 1870 – 187 748
- 1880 – 269 492
- 1890 – 391 422
- 1900 – 528 542
- 1910 – 752 619
- 1920 – 968 470
- 1930 – 1 468 211
- 1940 – 1 897 414
- 1950 – 2 771 305
- 1960 – 4 951 560
- 1970 – 6 789 443
- 1980 – 9 746 324
- 1990 – 12 937 926
- 2000 – 15 982 378
- 2007 – 18 251 243
- 2012 – 19 317 568